# جوسيب مارين سوسبيدرا
جوسيب مارين سوسبيدرا (بالإسبانية: Josep Marín Sospedra، ولد في 25 يناير 1950، إل برات دي يوبريغات، برشلونة، إسبانيا) عداء إسباني.
حاز على الميدالية الذهبية في بطولة أوروبا لألعاب القوى عام 1982.

## إنجازاته

### بطولة العالم لألعاب القوى
- 1983 هلسنكي  فنلندا:  ميدالية فضية في سباق المشي 50 كيلومتر.
- 1987 روما  إيطاليا:  ميدالية برونزية في سباق المشي 20 كيلومتر.

### بطولة أوروبا لألعاب القوى
- 1982 أثينا  اليونان:  ميدالية ذهبية في سباق المشي 20 كيلومتر.
- 1982 أثينا  اليونان:  ميدالية فضية في سباق المشي 50 كيلومتر.

## وصلات خارجية
- جوسيب مارين سوسبيدرا على موقع الاتحاد الدولي لألعاب القوى (الإنجليزية)
- جوسيب مارين سوسبيدرا على موقع الاتحاد الأوروبي لألعاب القوى (الإنجليزية)
- جوسيب مارين سوسبيدرا على موقع اللجنة الأولمبية الدولية (الإنجليزية)
- جوسيب مارين سوسبيدرا على موقع أوليمبيديا (الإنجليزية)